# Without You (bài hát của Avicii)
"Without You" là một bài hát của DJ người Thụy Điển Avicii, hợp tác với ca sĩ Thụy Điển Sandro Cavazza. Bài hát được phát hành ngày 11 tháng 8 năm 2017, là đĩa đơn đầu tiên từ EP của Avicii, AVĪCI (01). "Without You" là đĩa đơn quán quân tại Thụy Điển thứ bảy của Avicii.
Vào ngày 13 tháng 10 năm 2017, EP remix chính thức được phát hành, với các bản remix từ Otto Knows, Merk & Kremont, Rob Adans và những người thắng cuộc của cuộc thi remix của anh, Notre Dame và Tokima Tokio.

## Bối cảnh
"Without You" là bài hát mở đầu cho buổi trình diễn của Avicii tại Ultra Miami tháng 3 năm 2016. Bài hát đã được dùng thường xuyên khắp thế giới trong suốt năm 2016. Một người hâm mộ đã tải bài hát lên mạng từ tháng 9 năm 2016. Bài hát được chính thức phát hành số ngày 11 tháng 8 năm 2017.

## Danh sách bài hát
Kỹ thuật số
1. "Without You" – 3:02

Remixes
1. "Without You" (Otto Knows Remix) – 3:33
2. "Without You" (Merk & Kremont Remix) – 4:20
3. "Without You" (Notre Dame Remix) – 4:05
4. "Without You" (Tokima Tokyo Remix) – 3:11
5. "Without You" (Rob Adans Remix) – 3:04

## Xếp hạng
| Bảng xếp hạng (2017–2018)                         | Vị trí cao nhất |
| ------------------------------------------------- | --------------- |
| Úc (ARIA)                                         | 20              |
| Úc Dance (ARIA)                                   | 2               |
| Áo (Ö3 Austria Top 40)                            | 7               |
| Bỉ (Ultratop 50 Flanders)                         | 15              |
| Bỉ Dance (Ultratop Flanders)                      | 4               |
| Bỉ (Ultratop 50 Wallonia)                         | 15              |
| Bỉ Dance (Ultratop Wallonia)                      | 1               |
| Canada (Canadian Hot 100)                         | 62              |
| Cộng hòa Séc (Rádio Top 100)                      | 1               |
| Cộng hòa Séc (Singles Digitál Top 100)            | 2               |
| Đan Mạch (Tracklisten)                            | 11              |
| Châu Âu (Euro Digital Songs)                      | 19              |
| Phần Lan (Suomen virallinen lista)                | 5               |
| Pháp (SNEP)                                       | 30              |
| Đức (GfK)                                         | 18              |
| Hungary (Dance Top 40)                            | 9               |
| Hungary (Rádiós Top 40)                           | 4               |
| Hungary (Single Top 40)                           | 4               |
| Hungary (Stream Top 40)                           | 3               |
| Ireland (IRMA)                                    | 19              |
| Ý (FIMI)                                          | 14              |
| Nhật Bản (Japan Hot 100)                          | 50              |
| Latvia (DigiTop100)                               | 77              |
| Hà Lan (Dutch Top 40)                             | 5               |
| Hà Lan (Mega Top 50)                              | 9               |
| Hà Lan (Single Top 100)                           | 13              |
| New Zealand Heatseekers (RMNZ)                    | 1               |
| Na Uy (VG-lista)                                  | 3               |
| Ba Lan (Polish Airplay Top 100)                   | 7               |
| Bồ Đào Nha (AFP)                                  | 37              |
| România (Romanian Airplay 100)                    | 85              |
| Nga Airplay (Tophit)                              | 70              |
| Scotland (OCC)                                    | 10              |
| Slovakia (Rádio Top 100)                          | 8               |
| Slovakia (Singles Digitál Top 100)                | 5               |
| Slovenia (SloTop50)                               | 15              |
| Tây Ban Nha (PROMUSICAE)                          | 41              |
| Thụy Điển (Sverigetopplistan)                     | 1               |
| Thụy Sĩ (Schweizer Hitparade)                     | 10              |
| Anh Quốc (OCC)                                    | 32              |
| Anh Quốc Dance (OCC)                              | 8               |
| Hoa Kỳ Bubbling Under Hot 100 Singles (Billboard) | 14              |
| Hoa Kỳ Hot Dance/Electronic Songs (Billboard)     | 13              |

| Bảng xếp hạng (2017)                          | Vị trí |
| --------------------------------------------- | ------ |
| Áo (Ö3 Austria Top 40)                        | 55     |
| Bỉ (Ultratop Flanders)                        | 81     |
| Bỉ (Ultratop Wallonia)                        | 94     |
| Đức (Official German Charts)                  | 90     |
| Hungary (Rádiós Top 40)                       | 63     |
| Hungary (Stream Top 40)                       | 39     |
| Hà Lan (Dutch Top 40)                         | 21     |
| Ba Lan (ZPAV)                                 | 74     |
| Thụy Điển (Sverigetopplistan)                 | 18     |
| Hoa Kỳ Hot Dance/Electronic Songs (Billboard) | 54     |
| Bảng xếp hạng (2018)                          | Vị trí |
| Bỉ (Ultratop Flanders)                        | 94     |
| Đan Mạch (Tracklisten)                        | 87     |
| Hungary (Dance Top 40)                        | 18     |
| Hungary (Rádiós Top 40)                       | 23     |
| Hungary (Single Top 40)                       | 78     |
| Hà Lan (Dutch Top 40)                         | 91     |
| Thụy Điển (Sverigetopplistan)                 | 1      |
| Hoa Kỳ Hot Dance/Electronic Songs (Billboard) | 63     |
| Bảng xếp hạng (2019)                          | Vị trí |
| Hungary (Dance Top 40)                        | 88     |
| Thụy Điển (Sverigetopplistan)                 | 36     |

## Chứng nhận
| Quốc gia | Chứng nhận  | Số đơn vị/doanh số chứng nhận |
| --- | ----------- | ----------------------------- |
| Áo (IFPI Áo)                                                                                                | Vàng        | 15.000‡                       |
| Bỉ (BEA) | Bạch kim    | 40.000‡                       |
| Brasil (Pro-Música Brasil)                                                                                  | 3× Bạch kim | 180.000‡                      |
| Canada (Music Canada)                                                                                       | Bạch kim    | 80.000‡                       |
| Đan Mạch (IFPI Đan Mạch)                                                                                    | 2× Bạch kim | 180.000‡                      |
| Pháp (SNEP)                                                                                                 | Bạch kim    | 200.000‡                      |
| Đức (BVMI)                                                                                                  | Bạch kim    | 300.000‡                      |
| Ý (FIMI) | 3× Bạch kim | 150.000‡                      |
| New Zealand (RMNZ)                                                                                          | 2× Bạch kim | 60.000‡                       |
| Ba Lan (ZPAV)                                                                                               | 2× Bạch kim | 100.000‡                      |
| Bồ Đào Nha (AFP)                                                                                            | Bạch kim    | 10.000‡                       |
| Tây Ban Nha (PROMUSICAE)                                                                                    | Bạch kim    | 60.000‡                       |
| Anh Quốc (BPI)                                                                                              | Bạch kim    | 600.000‡                      |
| Hoa Kỳ (RIAA)                                                                                               | Vàng        | 500.000‡                      |
| Phát trực tuyến                                                                                             |             |                               |
| Nhật Bản (RIAJ)                                                                                             | Vàng        | 50.000.000                    |
| Thụy Điển (GLF)                                                                                             | 7× Bạch kim | 56.000.000                    |
| ‡ Chứng nhận dựa theo doanh số tiêu thụ và phát trực tuyến. · Chứng nhận dựa theo doanh số phát trực tuyến. |             |                               |